# Верхняя Ентала
Верхняя Ентала — село в Кичменгско-Городецком районе Вологодской области.
Расположено в междуречье рек Ёнтала и Кузюг. Входит в состав Енангского сельского поселения (с 1 января 2006 года по 1 апреля 2013 года было центром Верхнеентальского сельского поселения), с точки зрения административно-территориального деления — центр Верхнеентальского сельсовета.
Расстояние до районного центра Кичменгского Городка по автодороге составляет 80 км, до центра муниципального образования Нижнего Енангска по прямой — 19 км. Ближайшие населённые пункты — Надеевщина, Маслово, Мичино, Солонихино, Новоселово, Старая Шиловщина.
Население по данным переписи 2002 года — 197 человек (91 мужчина, 106 женщин). Преобладающая национальность — русские (98 %).